# ダークスカイズ
『ダークスカイズ』（Dark Skies）は、2013年にアメリカ合衆国で公開されたSFホラー映画。

## ストーリー
郊外の閑静な住宅街に住むバレット一家。不況の煽りを受け失業中の夫ダニエルと二人の息子を支えるため、妻のレイシーは日々懸命に働き、一家は苦しいながらも平穏な毎日を送っていた。だが、ある日からレイシーが謎の耳鳴りに悩まされるようになり、夜中にいるはずのない「何か」の気配を感じるようになる。さらにその後、何者かによって家の中を荒らされた形跡を発見し、彼女の不安はピークに達してしまう。そこでダニエルは監視カメラを家中に仕掛け、不審な人物が侵入していないかチェックすることに。だが、録画した映像を確認すると、そこには目を疑うおぞましい存在が映り込んでいた。

## キャスト
※括弧内は日本語吹替
- レイシー・バレット - ケリー・ラッセル（小林さやか）
- ダニエル・バレット - ジョシュ・ハミルトン（英語版）（三上哲）
- ジェシー・バレット - ダコタ・ゴヨ（山本和臣）
- サム・バレット - ケイダン・ロケット（菊池こころ）
- エドウィン・ポラード - J・K・シモンズ（塾一久）